# ولسوالی بلخاب
ولسوالی بلخاب یکی از ۷ ولسوالی ولایت سرپل، به مرکزیت شهر ترخوج در شمال افغانستان است. بزرگ‌ترین قریه آن قلعه گگ است، ۲۹۴ کیلومترمربع مساحت دارد و دومین ولسوالی بزرگ ولایت سرپل می‌باشد. این ولسوالی با بشتر ۱۵۰٬۰۰۰ نفر جمعیت در سال ۱۳۹۹، اولین ولسوالی پر جمعیت ولایت سرپل است.
ولسوالی بلخاب از شمال با ولسوالی‌های سنگچارک و گوسفندی و ولایت بلخ، از غرب با ولسوالی کوهستانات، از شرق با ولایت بامیان و از جنوب‌شرق و جنوب با ولایت بامیان محدود می‌باشد.

## جغرافیا

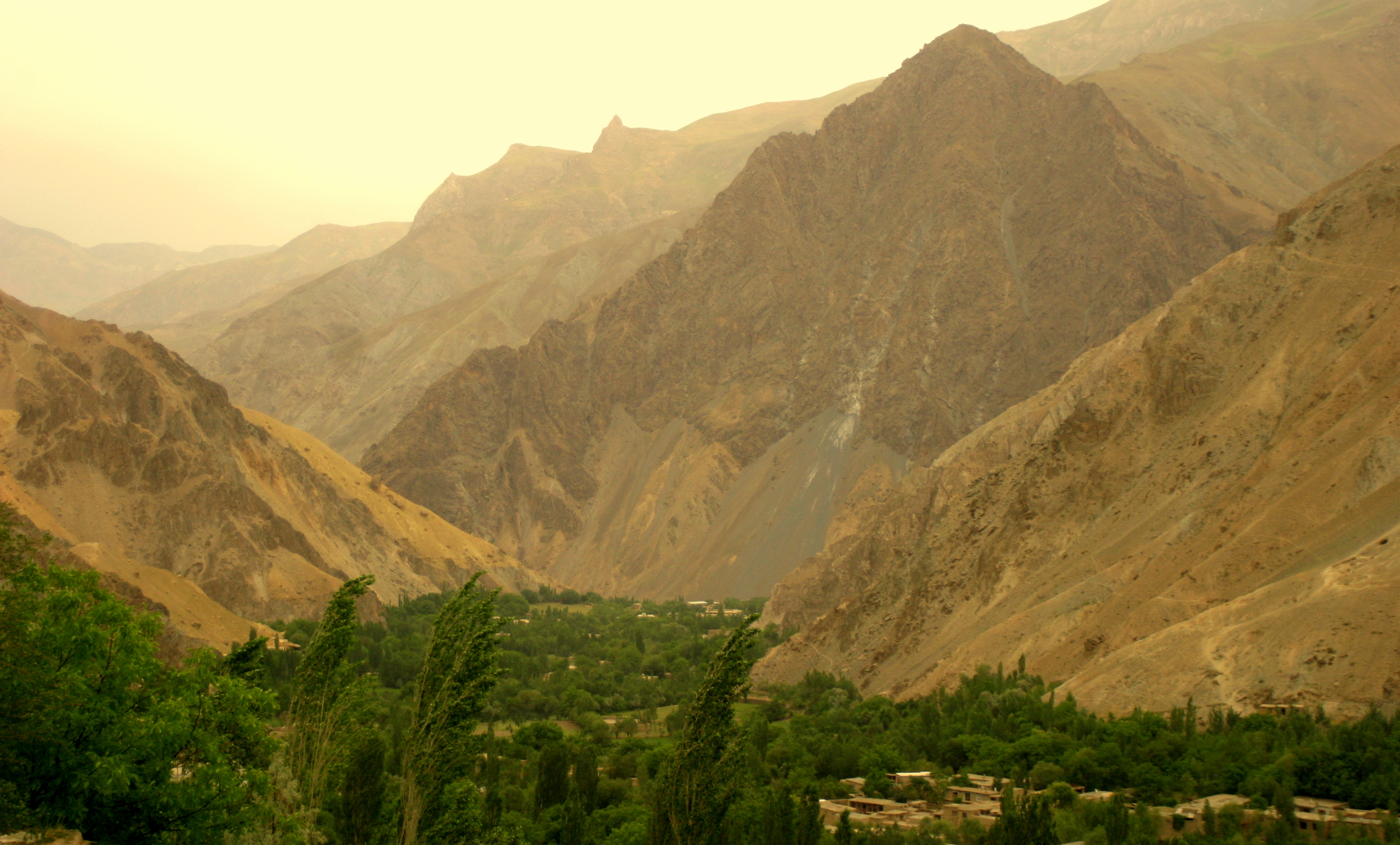
نمایی از ولسوالی بلخاب

این ولسوالی از مناطق زیبا و سرسبز ولایت سرپل می‌باشد که در فصل‌های بهار تا میانه‌های پاییز طبیعتی بکر و خوشایند دارد. مرکز این ولسوالی ترخوج نام دارد که در تلاقی سه درهٔ ترخوج، بلخاب بالا و بلخاب پایین قرار دارد. از مناطق دیدنی در این ولسوالی می‌توان به قریه لرکرد پروشان و جه پیرغوله اشاره کرد که دارای دره‌های مملو از درخت و جنگل و پوشش گیاهی فوق‌العاده با رودخانه‌ها، دریاچه‌ها و چشمه‌های فراوان است. اگرچه زمستان در این منطقه سرد و سخت است، باید در نظر داشت که قابلیت‌های گفته شده این ولسوالی و به‌خصوص پای جیه پیرغوله و ایلاق لرکرد دره سبزک می‌تواند مکان فوق‌العاده‌ای برای جذب گردشگر به‌شمار آید. بلخاب دارای سه درهٔ بزرگ است که در هر سه دره آب فراوانی وجود دارد.
افزون‌بر بند امیر از این منطقه آب‌های بسیاری، در درهٔ بلخاب گرد آمده و رودخانه‌ای دارای آب شیرین، زلال و همواره جاری به درازای تقریباً ۳۵۰ کیلومتر را تشکیل می‌دهد که در نهایت با آبیاری صدها منطقه، در ورودی مزار شریف به هجده نهر تقسیم شده و به بلخ باستان و نواحی اطراف آن منتهی می‌شود.

## گردشگری
در درهٔ مزار که یکی از سه درهٔ معروف بلخاب می‌باشد آرامگاه میر سید علی ولی و دو فرزند ایشان که مزار مستقل دارند (میر سید محمد و میر حسین) در آنجا قرار دارد. مزار یکی از علما که دارای مرقد مستقل است، چنار تاریخی و نهر همیشه جاری در میانه صحن زیارتگاه و… از صحنه‌های دیدنی آنجاست.
همچنین زیارت میر سید مراد فرزند میر سید علی در پایین بلخاب محل زیارت مردم بلخاب می‌باشد. از دیگر مناطق دیدنی بلخاب چشمهٔ آب گرم است که در پایین بلخاب قرار دارد که چشمهٔ جوشان و گرم از دل کوهسار سر به فلک کشیده همیشه جاری است؛ که از نقاط دور دست برای دیدن این چشمه و استحمام در آن می‌آیند. چون این چشمه از زیر کوه‌ها و از عمق بسیار پایین زمین جاری می‌شود خاصیت معدنی داشته که بسیاری از امراض جلدی را مداوا می‌کند.

## مردم
بلخاب، از ولسوالی‌های پرجمعیت ولایت سرپل در شمال افغانستان است که بنا به آمار، حدود ۱۰۰ هزار نفر جمعیت عمدتاً از اقوام هزاره، تاجیک، و سادات در آن ساکن هستند.
جمعیت ولسوالی بلخاب در آمار ارائه‌شده از سوی مرکز آمار افغانستان در سال ۱۳۹۶ حدوداً ۱۰۰ هزار نفر تخمین زده شده‌است.

## معادن
بلخاب دارای یک معدن بزرگ مس می‌باشد که در منطقهٔ چرخاب واقع شده‌است. مساحت این معدن ۴۵۷ کیلومتر مربع تخمین زده شده‌است که به گفته متخصصان چینی به‌عنوان بزرگ‌ترین معدن مس دنیا شناخته می‌شود که در سال ۱۹۷۲ میلادی کشف گردیده‌است. و در پائین بلخاب در قریه تگاب تخت دارای معدن زغال‌سنگ فراوان می‌باشد. قرارداد استخراج این معادن در سال ۱۳۹۷ خ به امضا رسید، اما برخی نهادها معتقد هستند که قرارداد استخراج این معدن و معدن طلای بدخشان خلاف قانون است و مدعی شده‌اند که سعادت منصور نادری وزیر وزارت شهرسازی و مسکن، از شرکای اصلی شرکت‌هایی می‌باشد که قرارداد با آن‌ها امضا شده‌است و امضای قرار داد با این شرکت‌ها خلاف مادهٔ ۱۶ قانون معادن افغانستان است که امضای قرارداد استخراج معادن با وزیر و افراد نزدیک به آنان را ممنوع می‌کند.

## سیاست
ولسوالی بلخاب بجز دوره کمونیستی از گذشته‌های دور تا کنون توسط علما و دانشمندان بزرگ این دیار اداره می‌شده‌است.